# أندريا دي أندرادي
أندريا دي أندرادي هي ملكة كرنفال برازيلية. بدأت في العروض في سامبا في عام 2006 مع مدرسة ماسيدادي للسامبا في ريو دي جانيرو. في عام 2010 فازت «ملكة الطبول» للشباب، وفي عام 2011 قادت موكب هذه المدرسة في كرنفال ريو دي جانيرو.
في عام 2012، غادر أندرايد موسيداد إنديبندنتي دي بادري ميغيل وبدأ صعودًا جديدًا في حياته المهنية بأعلى درجة لراقصة السامبا، في عامي 2012 و 2013، كانت مدرينها لإمبيريو دي كاسا فيردي وموسى رئيسي لفيلا إيزابيل. تم إجراء العرضين على مدار يومين في اثنين من طبول السامبا مختلفة (ريو دي جانيرو وساو باولو). على الرغم من حياتها المهنية التي استمرت ثلاث سنوات فقط، إلا أنها حققت أعلى درجات مهارات السامبا. في مقابلة، أعلنت أندريا أنها بعد عروض 2013 ستنسحب من امبيريو دي كاسا فيردي ومن أونيدوس دي فيلا إيزابيل لتكريس المزيد من الوقت لتربية ابنها رينهالينو. لم تستبعد العودة في المستقبل.